# Lehlohonolo Ledwaba
Lehlohonolo Ledwaba (ur. 27 lipca 1971 w Soweto w prowincji Gauteng, zm. 2 lipca 2021) – południowoafrykański bokser, były mistrz świata IBF w kategorii superkoguciej.

## Kariera zawodowa
Jako zawodowiec zadebiutował, wygrywając 31 października 1990 z Ephraimem Madim. Po kilkunastu zwycięstwach z mniej znanymi rywalami, 6 maja 1995 zmierzył się z byłym mistrzem świata kategorii supermuszej, Kolumbijczykiem Juanem Polo Perezem. Po 10 rundach, niejednogłośnie na punkty zwyciężył Ledwaba, wygrywając po raz 15. w karierze. 17 listopada 1996 pokonał jednogłośnie na punkty Cruza Carbajala, zdobywając mało prestiżowy pas WBU. Tytuł ten obronił 9 marca następnego roku, wygrywając bardzo wysoko na punkty z Gianem Petriccolim.
29 maja 1999 Ledwaba przystąpił do walki o pas IBF w kategorii superkoguciej, mając za rywala byłego mistrza świata kategorii koguciej, Amerykanina Johna Johnsona. Reprezentant RPA zapewnił sobie prawo do tej walki, pokonując 22 sierpnia 1998 Arnela Barotillę. Ledwaba zdobył tytuł, pokonując Amerykanina jednogłośnie na punkty (116-112, 115-113, 116-112). 25 września obronił tytuł, pokonując przez techniczny nokaut w 5. rundzie Édisona Díaza. 7 kwietnia 2000 po raz kolejny obronił tytuł, pokonując przez techniczny nokaut w 8. rundzie Kolumbijczyka Ernesta Greya. 6 kwietnia 2000 po raz trzeci obronił tytuł, pokonując przez nokaut w 8. rundzie Argentyńczyka Eduarda Alvareza. Tytuł obronił potem jeszcze dwukrotnie, pokonując 17 lutego 2001 swojego byłego rywala Arnela Barotillę oraz 22 kwietnia Carlosa Contrerasa.
Ledwaba utracił tytuł 21 czerwca 2001, niespodziewanie przegrywając ze sprowadzonym w zastępstwie Mannym Pacquiao (pierwotnie rywalem Ledwaby miał być Meksykanin Enrique Sánchez, ale wycofał się ze względu na kontuzję). Pacquiao przyjął wyzwanie z zaledwie dwutygodniowym wyprzedzeniem i zdetronizował mistrza, wygrywając przez techniczny nokaut w 6. rundzie. Filipińczyk dominował od pierwszego gongu, a gdy Ledwaba upadł po raz trzeci w 6. rundzie, sędzia postanowił zakończyć starcie. Po utracie tytułu Ldwaba wrócił na ring 27 lipca 2002, mierząc się ze swoim największym krajowym rywalem, Vuyanim Bungu. Ledwaba zwyciężył jednogłośnie (119-109, 115-113, 117-111), zdobywając mało znaczący tytuł WBU w kategorii piórkowej. Po pokonaniu Choia Tseveenpureva przegrał na punkty ze Spendem Abazim, a 20 listopada 2004 zmierzył się z kolejnym krajowym rywalem, Cassiusem Baloyi. Po wyrównanych 12 rundach na punkty zwyciężył Baloyi, co nie spodobało się fanom, uważającym że lepszy był starszy z reprezentantów RPA. 16 kwietnia 2005 doszło do rewanżu, w którym ponownie po wyrównanej walce jednogłośnie na punkty wygrał Baloyi, broniąc tytułu mistrza IBO w kategorii superpiórkowej. Ostatnią walkę w karierze Ledwaba stoczył 24 listopada 2006, przegrywając przez poddanie w 9. rundzie z malo znanym Maxwellem Awuku.
Zmarł 2 lipca 2021 na COVID-19.